# Hauptfriedhof Bochum

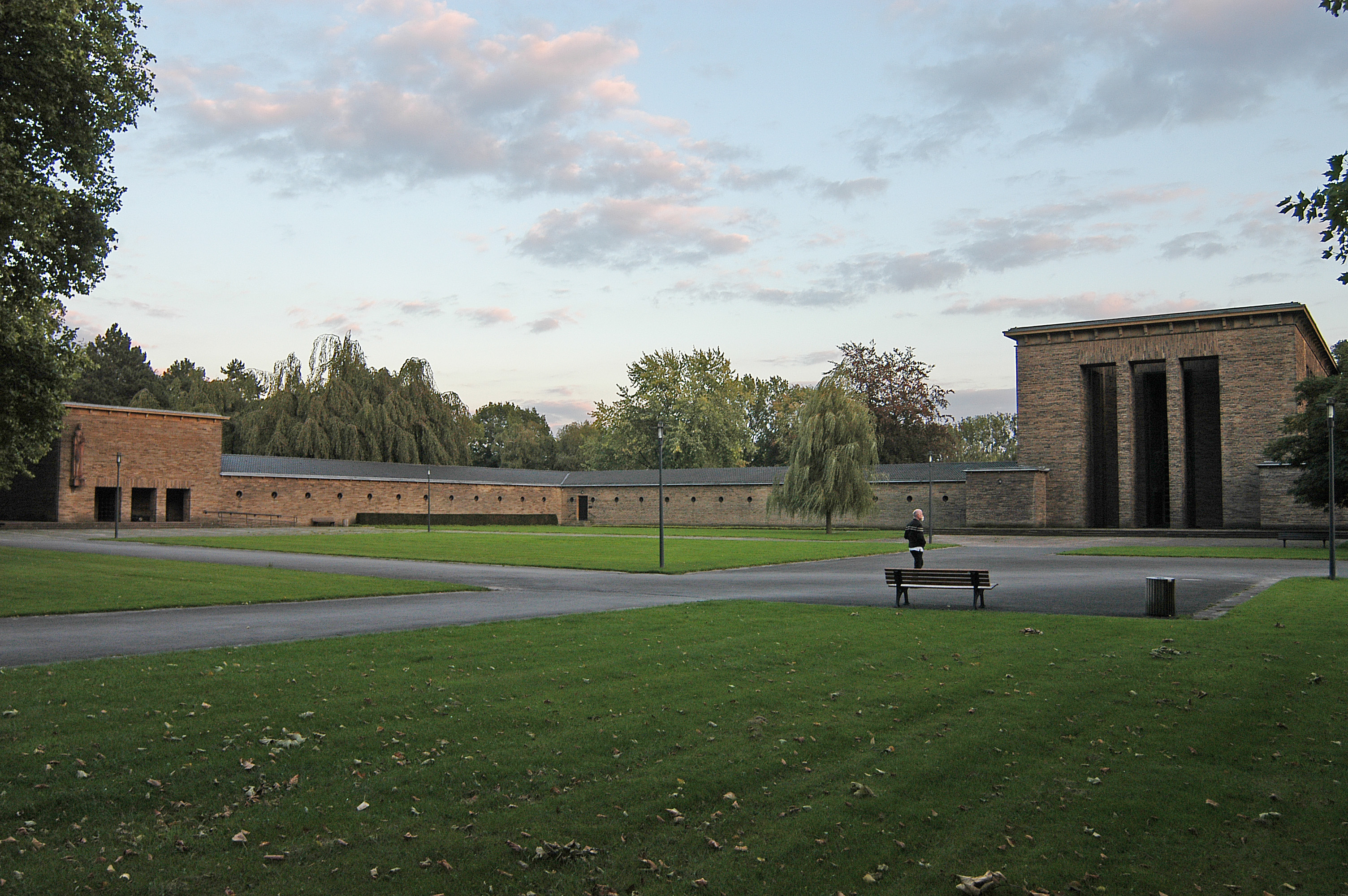
Ansicht der Trauerhallen und des Ehrenplatzes

Der Hauptfriedhof Bochum (auch: Friedhof Freigrafendamm, teils Zentralfriedhof Bochum) ist der größte Friedhof von Bochum. Das Ensemble der Traueranlage zeigt eindrucksvoll die nationalsozialistischen Bauauffassung. Sie besitzt auch auf das Ruhrgebiet bezogen einen einzigartigen Charakter, und ist – soweit ersichtlich – in Westfalen das einzige vollendete und erhaltene Beispiel einer heroisch-faschistischen Staats- und Parteiarchitektur.

## Lage

Lageplan und besondere Orte

Der Friedhof befindet sich an der Immanuel-Kant-Straße im Stadtteil Altenbochum und ist einer von 24 städtischen Friedhöfen. Die ab Ende der 1920er-Jahre angelegte breite Allee Freigrafendamm führt von der Wittener Straße auf den Friedhof zu. Südlich begrenzt wird der Friedhof durch die Straße Feldmark (vormals u. a. Friedhofsweg). Auf der südlichen Seite ist der wesentlich kleinere und ältere Friedhof Altenbochum. Der Sheffield-Ring (heute Ovideo-Ring), der anscheinend den Friedhof durchschneidet, wurde in den frühen 1960er, vor der Erweiterung des Friedhofs nach Osten, angelegt. Die Erweiterung war damals aber schon geplant, so wurde beim Bau der Schnellstraße direkt ein Fußgängertunnel gebaut.
Nach der Abtrennung von Flächen für den neuen jüdischen Friedhof und der Neunutzung der Fläche der ehemaligen Trauerhalle Ost beträgt die Fläche des Hauptfriedhofes ungefähr 46,5 Hektar, wobei 35,5 ha auf den westlichen Teil und 11 ha auf den östlichen Teil entfallen. Die parkähnliche Gestaltung des Friedhofs trägt entscheidend dazu bei, dass der Anteil der Friedhofsfläche am Gemeindegebiet (1,8 Prozent) in Bochum so hoch ist wie in keiner anderen Stadt in Nordrhein-Westfalen.
Mehrere Buslinien binden den Friedhof an. Auf Anfrage gibt es auf der Anlage einen Shuttleservice für mobilitätseingeschränkte Personen.

## Entstehungsgeschichte
Bereits in den frühen 1920er-Jahren zeichnete sich ab, dass die Kapazitäten des damaligen städtischen Hauptfriedhofs Blumenstraße und des Friedhofs Wiemelhausen erschöpft seien werden. Schon vor der Eingemeindung von Altenbochum erwarb die Stadt Bochum in den Jahren 1922 bis 1924 Flächen, um dort einen neuen Friedhof zu planen. Darunter waren u. a. die Landwirte Wintermann, Schragmüller (Haus Havkenscheid). Bereits 1925 starteten die Arbeiten. Nach der Eingemeindung Altenbochums 1926 begannen 1927–1928 die ersten gärtnerischen Arbeiten. Der Plan der Gesamtanlage war 1928 fertig, und es wurde mit der gärtnerischen Ausgestaltung des ersten fertigen Bauabschnittes begonnen. Damals beherrschte noch ein großes Wasserbecken die Anlage. Die notwendigen Erdarbeiten zur Regulierung des Geländes erfolgte durch Notstandsarbeiten. Zeitweise waren bis zu 200 Arbeiter beschäftigt.
Zur weiteren Schaffung von Flächen wurde 1929 der Besitzer Sander gen. Strätling enteignet und mit 39.000 Reichsmark entschädigt. Ende 1932 war die Anlage laut Verwaltungsbericht zu 1⁄3 fertiggestellt. Die Planungen gingen wesentlich weiter, als in den ersten Jahrzehnten für Bestattungen als Fläche eingerichtete war. Für die Errichtung der Gebäude fehlte noch die Geldmittel. Ein Jahr später entstand ein Behelfsbau mit einem Leichenkeller, Einsegnungshalle und anderen für den Betrieb notwendigen Einrichtungen.
In unmittelbarer Nähe südlich und südöstlich des Friedhofs entstanden 1936 die neue Stadtgärtnerei sowie eine Baumschule mit einem Bestand von rund 15.000 Gehölzen. Die Baumschule war zuerst auf dem Friedhof, um den Baumbestand dort zu vermehren. Später nahm die Fläche der Gärtnerei und Baumschule die gesamte Fläche um den Friedhof Altenbochum ein, und wurde zeitweise bis über den Sheffieldring erweitert.
Ab Ende der 1920er wurde an der Straße Freigrafendamm eine Allee mit Baumpflanzungen angelegt, die zum Friedhof hinführen sollte. Im Bereich der Einmündung in die Wittener Straße wurde ein um 1928 ein Schmuckplatz angelegt. Dort wurde später das Kriegerdenkmal der (ehemaligen) Gemeinde Altenbochum angelegt. Es zeigte einen knienden Krieger mit einem Speer über der Schulter. Die Arbeiten an der Straße erfolgten auch durch Notstandsarbeiten.

## Eröffnung des neuen Hauptfriedhofs
Der Friedhof wurde am 18. April 1935 für Bestattungen freigegeben. Am gleichen Tag fand die erste Bestattung statt. Der Konrektor Bartels i. R. wurde zu Grabe getragen. Die Trauerrede sowie eine Segnung für den neuen Friedhof erfolgte durch den Pfarrer Hans Ehrenberg. In der Presse wurde nicht nur die Anlage, sondern auch die Größe gelobt. So sei der Friedhof mit 280 Morgen rund 40 Morgen größer als der Dortmunder Friedhof, dafür aber näher an der Innenstadt. Dies bezog sich aber auf die Planungen, im selben Artikel wurde erwähnt, dass 100 Morgen fertiggestellt sind. Tatsächlich waren bis 1950 nur ca. 73 Morgen zur Bestattung fertiggestellt. Der Friedhof sollte zuerst für die Ortsteile Bochum-Altstadt, Wiemelhausen, Laer und Altenbochum dienen, da in den anderen Teilen von Bochum noch genug freie Fläche auf den Friedhöfen zur Verfügung stand.
Obwohl der Freigrafendamm sich geradezu als ideale Allee für Leichenzüge zum Hauptfriedhof anbietet, ist der Haupteingang versetzt, und die Allee führt nicht direkt auf das Gelände. Bei der Eröffnung wurde erwähnt, dass ein Leichenhallenzwang eingeführt werde, sobald die nötigen Gebäude fertig sind und alle Beisetzungen von dort starten müssen. Der Verkehr auf der Wittener Straße sollte nicht gestört werden. Dazu wurde auch die Ortssatzung verändert, in der festgeschrieben wurde, dass Trauerzüge sich nur vor dem Friedhof, oder maximal ab der Liebfrauenstraße versammeln dürfen. Das verwundert, auch in Bezug auf den späteren Prunk der Anlage. Eine mögliche Erklärung kann daran liegen, dass den NS-Machthabern die Beerdigungszüge als mögliche Form der Demonstration gegen den Staat bei Beisetzung suspekt war. Diese galt, in wenigstens einem Fall, nicht für die Partei selbst; 1939 wurde ein NSDAP-Mitglied von der Geschäftsstelle Felsenburg am Platz der SA (heute Imbuschplatz) in einem großen Trauerzug zum Hauptfriedhof gebracht.
Mit der Anlegung einer Mustergrabanlage und der Erlassung einer neuen Ortssatzung in Bezug auf die Friedhöfe sollte die Individualität der Gräbergestaltung reduziert, eine neue Friedhofskultur geschaffen und in dem der lokalen Parteiführung genehmen Linie gelenkt werden. Es wurde angemerkt das erst dann „... von einer neuen Friedhofskultur gesprochen werden kann, wenn die Gesamtanlage des Friedhofs als gemeinsame Gedächtnisstätte für alle Volksgenossen angesprochen wird, in der Einzelgräber und Grabmale sich harmonisch einordnen und erst in ihrer Gesamtheit dem Friedhof sein Gepräge geben.“
Mit der Beisetzung des Bergarbeiterführers und SPD-Reichstagsabgeordnete Fritz Husemann (1873–1935) am 26. April 1935 war eine der ersten Bestattungen ein Opfer des NS-Staates. Er wurde hier nach seiner Ermordung im KZ Esterwegen bestattet. Seiner Beerdigung sollte in aller Stille stattfinden. Die Nachricht sprach sich aber in Windeseile herum, und es wohnten 1000 Menschen bei. Es war eine beeindruckende Kundgebung für die persönliche Popularität Husemanns, aber auch für den Zusammenhalt der freigewerkschaftlichen Bergarbeiterbewegung. Anwesend waren u. a. namhafte Mitglieder von SPD, ADGB und Reichsbanner Schwarz-Rot-Gold. Die Gestapo, welche den demonstrativen Charakter der Trauerfeier verstanden, verhaftete sechs Trauergäste. Sein Grabstein trägt die Inschrift: „Ein Leben für die Bergarbeiter“.

## Ideologische Architektur der NS-Zeit

Die große Trauerhalle, 1938

Die auf dem vorderen Teil des Friedhofs vorhandenen Gebäude, Eingangsbereich, Verwaltung und Trauerhallen sind in der Zeit von 1935 bis 1939 entstanden, und noch vor dem Ausbruch des Zweiten Weltkrieges in Betrieb genommen. Die Architekten waren Heinrich Timmermann und Wilhelm Seidensticker. Die Bauten wurden im heimischen Ruhrsandstein ausgeführt. Im Zuge dieser Baumaßnahmen wurde eine vorher vorhandene große Wasseranlage neben der Aufmarschfläche zurückgebaut, eine weiter geplante Wasserfläche wurde nicht umgesetzt.
Die Großen Trauerhalle, an einen Tempel erinnernde, wurde als Aufbahrungshalle für die Feuerbestattung gebaut. Das Krematorium liegt direkt dahinter. Sie wurde auch als Haupteingang zum Krematorium bezeichnet.
Im Eingangsbereich wurden im Juni 1941 sechs überdimensionale Totenfiguren (Höhe 2,75 Meter) aus Eifeler Lavabasalt angebracht. Sie stammen von dem Hamburger Bildhauer Ludwig Kunstmann. Zwei Krieger auf der linken Seite sollen „Kämpfer des Weltkrieges“ darstellen, auf der rechten Seite sind zwei „Kämpfer des neuen Reiches“ dargestellt. Die symbolische Verbindung zwischen den alten und neuen Kriegern wurde in Bochum schon vorher auch bei dem Kriegerdenkmal im Stadtpark Bochum aufgegriffen. Zwischen den Kämpfern steht jeweils eine Walküre mit Speer, Helm und einem großen Schild, auf denen Hakenkreuze und Eiserne Kreuze zu sehen sind. Die Walküre der alten Kämpfer hat die Jahreszahlen 1914–1918 für den Ersten Weltkrieg auf dem Schild, die Walküre der neuen Kämpfer trägt die Jahreszahlen mit den „Parteidaten“ des Aufstiegs der NSDAP 1920–1933. Weiterhin wurden die Jahreszahlen 1939–1940 und 1941 ergänzt. Die Hakenkreuze wurden nach dem Ende des Dritten Reiches zu Schachbrettmustern umgearbeitet. Alle sechs Figuren sind weit über Kopfhöhe angebracht, sodass der Betrachter von keinem Standpunkt aus ihnen ins Gesicht sehen könnte, sondern in der schluchtähnlichen Situation den Kopf in den Nacken legen muss.
Unterhalb der linken Figuren befand sich ein heute verschlossenes kreisrundes Loch von etwa 8 cm Durchmesser, das im Halbdunkel des Eingangsbereiches kaum auszumachen war. Hinter diesem Loch lag eine separat zugängliche kleine Kammer, die als eine Abhör- und Beobachtungseinrichtung gedeutet wurde, aus der heraus das Kommen und Gehen der Trauergäste belauert werden konnten.
36 farbige Fenster von 12 m Höhe und 70 cm Breite beherrschten den Raumeindruck. Bei der Erbauung enthielt jedes zweite Fenster eine 2,50 m hohe Figur. In Anlehnung an alte Totentanz-Darstellungen wurden verschiedene Personen und der Tod dargestellt: Der „Trommler Tod“, der „Handwerker“, der „Bergmann“, der „Arbeiter“, der „arme Mann“, der „reiche Mann“, „der Geizhals“, der „Greis“, ein „Gelehrter“, die „Braut“, der „König“ und die „Königin“. Hinzu trat der „Kämpfer“, der einem S.A.-Mann in Uniform mit Hakenkreuzflagge nachempfunden wurde. Hinter seinen Kopf war heller Kreis wie ein Heiligenschein. Laut Zeitungsbericht soll diese Glasmalerei an die „uralte, etwa tausendjährige deutsche Kunst“ anknüpfen. Die Fenster wurden im Zweiten Weltkrieg durch eine Luftmine zerstört. Sie stammten von Paul Perks, Leiter der Nordischen Kunsthochschule. Die Schule propagierte die von der völkischen Rassenidee inspirierte Kunstauffassung des Nationalsozialismus. Er schuf in den Fenstern auch florale Ornamente mit Tierzeichen und Okuli, zum Teil mit abstrahierten Schlangendarstellungen. Wahrscheinlich wurde hier auf die Midgardschlange als Todessymbol angespielt.
Die Kleine Trauerhalle ist im Vergleich zu der am Gebäude wesentlich niederer gebaut. Es diente für die Andachten für die (christlichen) Erdbegräbnisse. Die Statue „Das Leben“ von 1939 wurde auch von Ludwig Kunstmann gestaltet. Die Halle betrat man durch eine Bronzetür mit Hakenkreuzen. Vielfältige Variationen des Hakenkreuzes sind bis heute in „germanischer“ Manier als schwarz-weißes Sgraffito in die Kassettendecke der Halle eingelassen.
Ein niedriger Verbindungstrakt zwischen den Hallen sowie eine gegenüberliegende lange Reihe unterschiedlicher, ebenfalls niedriger Bauten nehmen die Nebenräume auf. Die Hallen und ihre Nebengebäude rahmen drei Seiten eines großen, für die Hallen konzipierten Platzes. Die Ausmaße des Platzes sind offenbar für große Menschenmengen, aber auch als monumentalisierende Abstandsflächen vorgesehen gewesen. Das Krematorium wurde aufgrund von Materialmängeln durch den Ausbruch des Krieges erst später fertiggestellt und am 16. Juli 1942 in Betrieb genommen. Die große Anlage wurde im Krieg vielleicht für die zu erwartenden Kriegsopfer gebaut, denn im Untergeschoss befinden sich große Totenräume für Katastrophenfälle.
Mittelalterlichen Architekturmotiven entlehnt wurden auch die offenen Wandelgänge im Trakt an der Straßenseite. Im südlichen Wandelgang sollte die Atmosphäre alter Klostergänge mit Grabplatten und Urnen „verdienter Männer“ erzeugt werden. Paul Perks ist allerdings der einzige Tote, der hier begraben wurde. Er starb noch vor der Fertigstellung der Trauerhalle und wurde auf eigenen Wunsch hier beigesetzt. An ihn erinnert neben dem Eingang zur Trauerhalle sein ehemaliger Grabstein. Die drei Gittertore zu dem kleinen Innenhof waren schon 1935 vom Hattinger Künstler Wilhelm Winkelmann gestaltet. Sie zeigen symbolisch Tier- und Pflanzendarstellungen. Im mittleren Tor ist der Verlauf eines Lebens – in der einen Hälfte für eine Frau, in der anderen für einen Mann.
Das Konzept der gesamten Traueranlage beruhte auf einem „Nordischen Glauben“. Gemäß dem nationalsozialistischen Weltbild, welches unter anderem von Alfred Rosenberg und Heinrich Himmler entwickelt wurde, hatten die Germanen ohne Priester und Kirche in Einheit mit der Natur gelebt. Dieser sei zwar vom Christentum verdrängt, hätte aber in der deutschen Gotik und Mystik überdauert, welche hier als Vorlage für die Gestaltung der Anlage dienten, und würde durch den Nationalsozialismus neu auflebe. Christliche Elemente gab es nicht, sie kamen erst nach dem Zweiten Weltkrieg, wie z. B. mit dem Hochkreuz am Rande des Platzes, hinzu.
Der Freigrafendamm besitzt architektonische Qualität und ist bis ins Detail hinein durchdrungen von nationalsozialistischer Ideologie. Die Traueranlage am Freigrafendamm ist das einzige vollendete und erhaltene Beispiel einer heroisch-faschistischen Staats- und Parteiarchitektur in Bochum und – soweit ersichtlich – in Westfalen.

## Galerie zur Architektur

Dekoration in den Gebäuden und die Orgel, 1938
Glasfenster des Totentanz in der Großen Halle, 1938
Beerdigungsfeier eines Schutzpolizisten, 1940
Die Figuren am Eingang zu Großen Halle, 1941

## Zentraler Begräbnisort für die Zeit des Zweiten Weltkrieges

Trauerfeier für Opfer des Luftkrieges, 19. Mai 1943

Die Trauerhalle und der Ehrenhof diente als Kulisse für die martialischen Totenfeiern, mit denen die gefallenen Soldaten und Würdenträger der Partei bestattet wurden. Mit dem Beginn von schweren Luftangriffen auf Bochum ab 1943 stieg die Zahl der zu bestattenden Bombenopfer. Sie wurden nach Großangriffen wie im Mai 1943 in großen Trauerfeiern als „Gefallene der Terrorangriffe“ beigesetzt. Nach dem schwersten Großangriff am 4. November 1944 wurde die Trauerfeier für den 10. November angesetzt. Es wurde aufgrund der großen Anzahl von Opfern und Angehörigen gebeten, dass nur die allernächsten Angehörigen teilnehmen, da jahreszeitlich die Trauerfeier in der Trauerhalle stattfand. Die gleichfalls am 4. November beschädigte Lukaskirche in Altenbochum wurde als Leichenhalle für Großangriffe beschlagnahmt. Die Bestattungen zogen sich zwei Wochen hin, da die Särge nur nach und nach beschafft werden konnten. Der Altenbochumer Pfarrer Erich Brühmann erinnert sich daran, dass in der Zeit die Toten im Beisein von je einem evangelischen und katholischen Pfarrer mit Trauerfeiern an den offenen Massengräbern mit bis zu 27 Personen bestattet wurden. Von den Zwangsarbeitern in Bochum kamen auch viele in den Bombenkrieg um. Der 4. November war auch der Todestag von 80 sowjetischen Kriegsgefangenen, welche auch auf dem Hauptfriedhof bestattet wurden. Im Februar 1945 kamen im Zwangsarbeiterlager Bergener Straße über 20 italienische Kriegsgefangene des Arbeitskommando 722 um, sie erhielten einen gemeinsamen Grabstein auf den in den 1950er existierenden italienischen Teil des Friedhofs.
Der Franziskaner Romanus Bange, Pfarrer der Christ-König-Gemeinde widersetzte sich den Machthabern mutig gegen Verleumdungen und Verdächtigungen der Kirche. Nach der Besetzung des Klosters bei der Kirche durch die Gestapo am 21. Juli 1941 erlag er seinem Herzleiden. Über 4000 Menschen nahmen an den Trauerfeierlichkeiten auf dem Friedhof teil, seine Beerdigung wurde zu einer eindrucksvollen Massenkundgebung gegen das Regime der Nationalsozialisten. Weiterhin wurde der römisch-katholische Gewerkschafter, Parteisekretär und Märtyrer Wilhelm Engel im Familiengrab auf dem Hauptfriedhof Bochum bestattet. Er kam am 15. April 1945 unter ungeklärten Umständen im Zellengefängnis Lehrter Straße in Berlin.
Aufgrund des kriegsbedingten Personalmangels und der großen Zahl der Kriegsopfer wurde bereits 1942 die laufende Grabpflege für Private eingestellt. Auch Wege, Bänke und Ähnliches wurde auf allen Bochumer Friedhöfen und Grünanlagen nicht mehr gepflegt und verkamen bzw. wurden aufgrund mangelnden Aufsichtspersonals vandalisiert. Der Friedhof selbst erhielt relativ wenige Kriegsschäden, aber die Baumschule und die Gärtnerei verkamen oder wurden zerstört. Die Trauerhallen wurden nicht zerstört, durch Druckwellen von in der Nähe explodierten Bomben wurden aber die Türen und Fenster beschädigt.
Von den 3850 Personen, die durch Kriegseinwirkungen umkamen, waren im Jahr 1948 auf den städtischen Friedhöfen 2775 Personen beigesetzt, davon 1763 im Jahr 1948 alleine auf dem Hauptfriedhof. Es erfolgten in den folgenden Jahren und Jahrzehnten noch viele Umbettungen von anderen Friedhöfen. Eine Auflistung von 1949 nennt über 1800 zivile Opfer und über 290 deutsche Soldaten. Dort sind auch zwölf „Fremdländische Soldaten, die in der Wehrmacht gekämpft haben“ aufgeführt, deren Grabsteine (teilweise) noch in dem Soldatenfeld zu finden sind. Ob sie in der Wehrmacht gekämpft haben, ist fraglich, da einige Todesdaten mit den Bombardierungen von Bochum überein stimmen.
Die Grabstätte für die Bombenopfer 1943 und 1944 befinden sich auf zwei spiegel gleichen Feldern links und rechts eines Hauptweges. Auf einer Fläche von etwa 4200 m² sind 936 Gräber angelegt. In allen Kriegsgräberstätte des Zweiten Weltkriegs sind 3426 Kriegstote beigesetzt.

## Der Friedhof in der Nachkriegszeit
Nach dem Ende des Nazi-Regimes fand auf dem Hauptfriedhof eine Gedenkfeier für die Verfolgten der Zeit von 1933 bis 1945 statt. Bereits 1949 waren auf den städtischen Friedhöfen und dem Krematorium alle wesentlichen Kriegsschäden beseitigt.
In einem 1947 angelegten Ehrenrundplatz wurden am 23. März 1947 und am 13. September 1947 die Urnen von acht in Konzentrationslagern und in der Nazi-Hinrichtungsstätte Brandenburg-Görden ermordeten kommunistischen Widerstandskämpfern beigesetzt (siehe Auflistung am Ende des Artikels). Sie wurden als Gruppe Pöppe / Schmidtfranz bezeichnet. Nach langjährigem Einsatz von Angehörigen und überlebenden Antifaschisten kam es im Jahre 2008 zur Einweihung eines Gedenksteines auf dem Ehrenrundplatz. Der Gedenkstein in Form eines Dreiecks soll an die Kennzeichnung der Häftlinge in den Konzentrationslagern erinnern. Die Inschrift lautet: „ZUM GEDENKEN AN DIE ERMORDETEN WIDERSTANDSKÄMPFER GEGEN DAS NAZIREGIME“.
Bei dem Grab von Fritz Husemann wurden in einer vorgelagerten Fläche weitere 19 Urnen von Widerstandskämpfern und Opfer der NS-Zeit bestattet. Sie starben alle in verschiedenen Konzentrationslagern (siehe Auflistung am Ende des Artikels). Die Fläche ist in seiner heutigen Form in Rahmen der Umbettungen von Kriegstoten im Juni 1967 entstanden. Laut Aktenlage liegt auf Feld 8, Nr. 172 h auch der Schwiegersohn von Husemann, Heinrich Müller. Er starb an Misshandlungen durch die Nationalsozialisten am 18. September 1943 in Witten.

1946 wurde auf Wunsch von sowjetischen Stellen ein neun Meter hohes, mit kyrillischen Inschriften, einer männlichen Figur und einem Sowjetstern versehenes Denkmal an prominenter Stelle vor dem Friedhof aufgestellt. Bei der feierlichen Einweihung am 12. Dezember 1946 waren zwar Bochumer Prominente, der sowjetische General Rudschenkow sowie eine englische Ehrengarde vertreten, aber nur wenige Bochumer sollen der Eröffnung aus der Ferne zugesehen haben. Eine kyrillische Inschrift lautete: „DEN LANDSLEUTEN, DIE IN FASCHISTISCHER UNFREIHEIT UMGEKOMMEN SIND ZUM EWIGEN GEDENKEN VOM SOWJETISCHEN VOLK 1941–1945“. Vielen Bochumern missfiel dieses Mahnmal. Der CDU-Bürgermeister Josef Schirpenbach mache 1952 einen Vorstoß, das Denkmal zu entfernen. Nach einer Versetzung 1953 auf dem Friedhof zum Feld 19 wurde es wegen angeblicher Baufälligkeit 1964 entfernt.

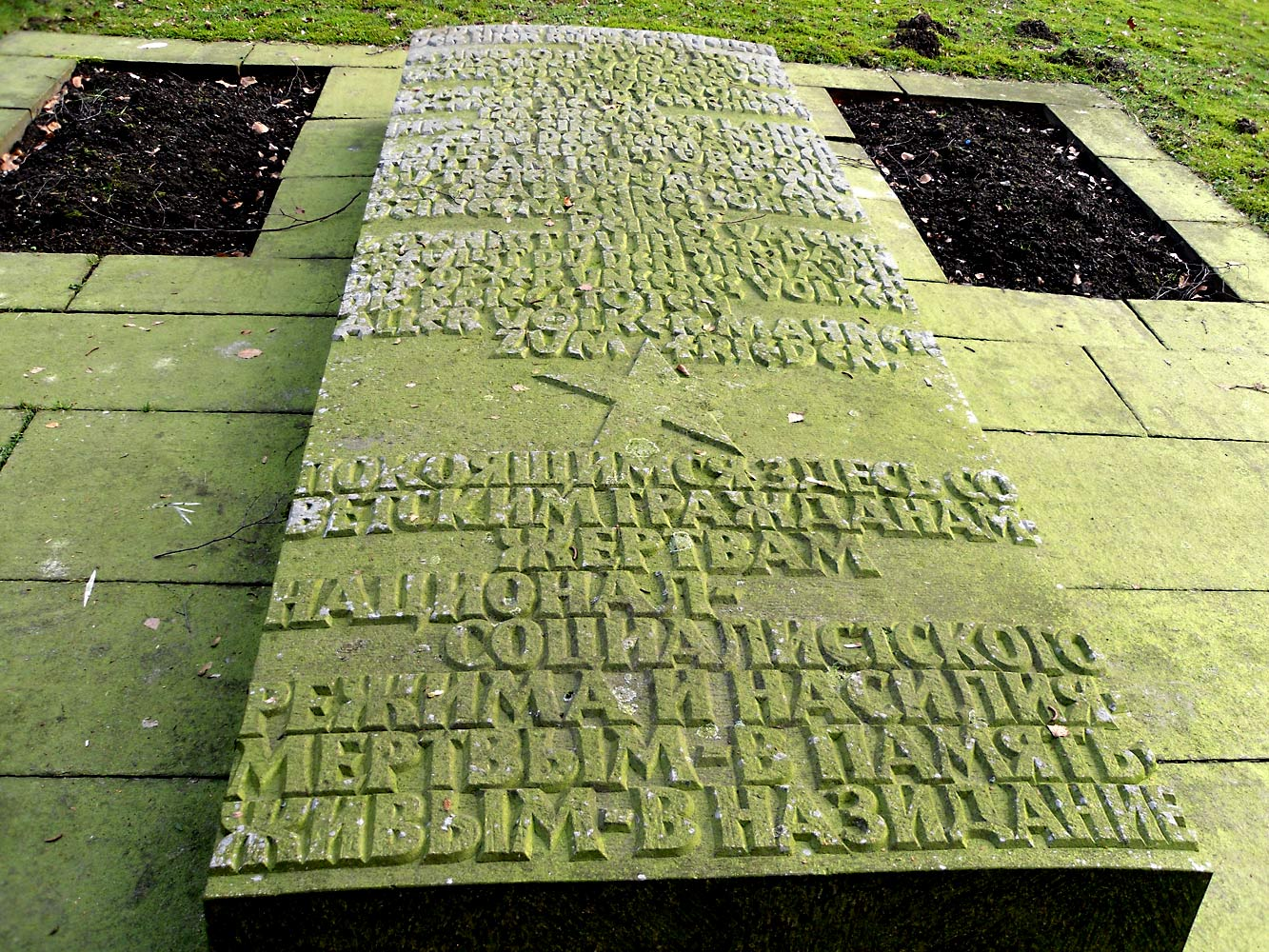
Erinnerung an sowjetische Zwangsarbeiter auf Feld 19

Ein 1965 aufgesetztes Gemeinschaftsgrabmal (sarkophagähnlicher Ruhrsandsteinblock mit russischer und deutscher Aufschrift) auf dem Feld 19 erinnert seitdem als Ersatz des ehemaligen Denkmals. Hier ruhen in Bochum umgekommenen sowjetischen Zwangsarbeiter*innen (30 Personen) und Kriegsgefangene (684 Personen), welche auch zur Zwangsarbeit eingesetzt wurden. Die Inschrift auf dem Block lautet: „GEDENKE BEIM VERWEILEN / DER HIER RUHENDEN / KRIEGSTOTEN. / ES SIND SÖHNE VON ELTERN, / MÄNNER VON FRAUEN, / VÄTER VON KINDERN / DES SOWJETVOLKES. / GEFANGEN UND VERSCHLEPPT / KAMEN SIE UM / IM FREMDEN LAND. / IHRE GEBEINE LIEGEN HIER / FERN DER HEIMAT, DOCH / GOTTES ERDES IST ÜBERALL. / TRITT AN IHR GRAB, WIE / DU TRETEN WÜRDEST AN / DAS GRAB DEINES SOHNES, / DEINES MANNES, / DEINES VATERS. / GEDENKST DU IHRER, DANN / ERFÜLLST DU DEN SINN AUCH / DER OPFER UNSERES VOLKES. / DIE KRIEGSTOTEN / ALLER VÖLKER MAHNEN / ZUM FRIEDEN.“
Die verstorbenen Kriegsgefangenen, Zivil- und Zwangsarbeiter wurden in der NS-Zeit auch im Tode ihrer Herkunft nach unterschiedlich behandelt. Die als westlich angesehenen Staatsangehörigen (so Briten, Franzosen, Niederländer ...) wurden, teils in Einzelgräber, an verschiedenen Stellen des Friedhofs begraben, Polen und sogenannte Russen in Sammelgräberfeldern. Auch die beim Einsatz umgekommenen britischen und US-amerikanischen Flieger wurden hier bestattet. Ein besonderer Fall war ein Bochumer Ehepaar, welches bei einem Bombenangriff 1943 auf Bochum umkam. Der Ehemann wurde auf dem Hauptfriedhof bestattet, die Ehefrau, ohne dass die Angehörigen gefragt wurden, als Jüdin auf dem jüdischen Friedhof in Wiemelhausen. Die Angehörigen mussten in den 1950er einen jahrelangen Briefwechsel führen, damit die Ehefrau zurück überführt wurde. Nach dem Zweiten Weltkrieg gab es auch Unterschiede bei den Staatsangehörigen. Viele der Franzosen, alle Briten sowie viele Niederländer wurde bereits Ende der 1940er aufwendig exhumiert und in ihrer Heimat überführt. Über ein Dutzend Niederländer wurden in den 1950er auf das Niederländische Ehrenfeld auf dem Stoffeler Friedhof in Düsseldorf umgebettet.
Auf dem Feld 19 A wurde eine weitere sogenannte „Kriegsgrabstätte für im II. Weltkrieg Gefallene verschiedener Nationen“ angelegt, und in den 1960er ausgestaltet. Eine eingelassene Steinplatte hat die Inschrift: „HIER RUHEN / ANGEHÖRIGE / FREMDER VÖLKER; / OPFER / EINES SINNLOSEN / KRIEGES. / SIE MAHNEN / ZUM FRIEDEN.“ Auf dem Feld sind ebenfalls 321 sowjetischen Staatsangehörige bestattet. Auch 25 belgische und 16 französische und sieben niederländische Staatsangehörige, die nicht in ihre Heimatländer zurückgeführt wurden, wurden hierhin umgebettet. Weiterhin gibt es hier polnische, jugoslawische, armenische, italienische, lettische, tschechische sowie 60 unbekannte Kriegstote.
Auch auf dem Feld 34 wurde ein Denkmal errichtet. Auf einem Steinblock auf einer Stele wird Stacheldraht stilisiert dargestellte. Es trägt auf zwei Seiten Inschriften: „GEDENKET DER HIER / RUHENDEN KRIEGS- / TOTEN FREMDER / VÖLKER, DIE, / GEFANGEN / UND VERSCHLEPPT, / IN UNSEREM / LANDE / STARBEN,“ sowie „ÜBERWINDET / DEN HASS * / SICHERT DEN / FRIEDEN / 1939 – 1945.“ Auch hier liegen sowjetische (310 Personen) und polnische (58 Personen) Staatsangehörige, wie auch französische, jugoslawische, griechische, tschechische sowie unbekannte Tote.

Auch wenn nach der Beschreibung die drei Anlagen Gefallenen als letzte Ruhestätte dienen, dürfte fast kaum eine der Person bei Kriegshandlungen, abgesehen von Luftangriffen, umgekommen sein. Diese Bezeichnung erklärt sich vielleicht daraus, dass in den 1960er-Jahren die Kosten für Umbettung und Pflege von Gräbern laut Kriegsgräbergesetz nur für Gefallene, aber nicht für Fremdarbeiter vom Staat übernommen wurde. In den Gräberfeld 19 (EG 10), 19 a und 34 befinden sich heute zusammengezählt die Gräber von 1720 Zwangsarbeitern und Zwangsarbeiterinnen in Bochum. Im Juli 2004 besuchten ehemalige Zwangsarbeiter die Stadt Bochum, auf Einladung der Stadtverwaltung. Dabei wurden auf den drei Gräberfeldern der Zwangsarbeiter metallene Namensbücher enthüllt. Die Personendaten basieren auf dem Buch „Wir gedenken der Opfer der Zwangsarbeit in Bochum, 1941 bis 1945, Letzte Ruhestätte: Hauptfriedhof Freigrafendamm“. Die Namenslisten sind auch im Internet abrufbar.

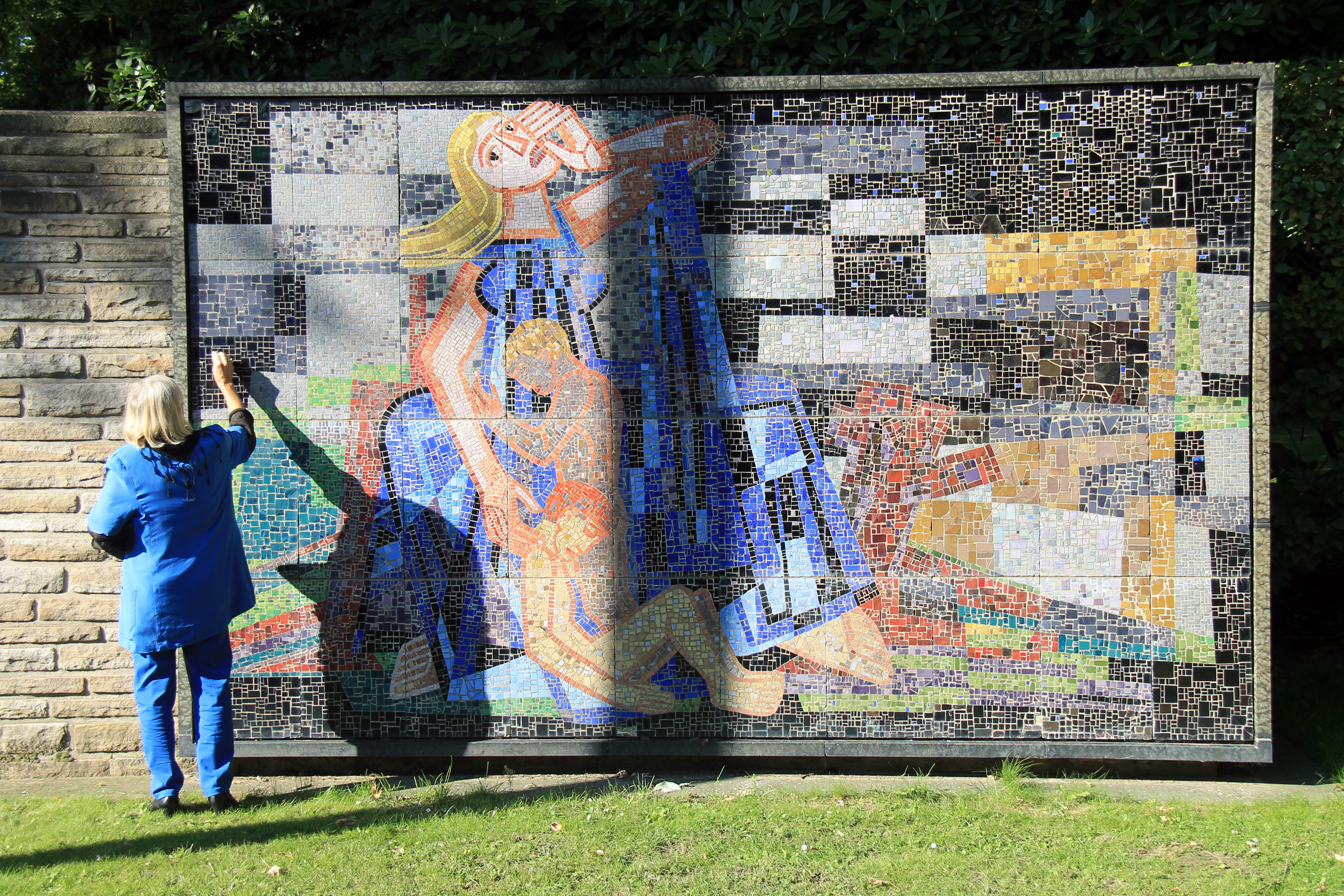
Mahnmal Niobe auf dem Hauptfriedhof, Bochum

Ein Denkmal (Hochkreuz und Mosaikwand) gegenüber der großen Trauerhalle erinnert an alle Kriegstoten und gehört mit zu den zentralen Mahnmalen für die Opfer des Zweiten Weltkrieges in Bochum. Die Mosaikwand wurde 1954 von Ignatius Geitel entworfen und ausgeführt. Sie zeigt eine Darstellung der Niobe, eine Sagengestalt aus der antiken Mythologie, die um ihre Kinder trauert. Durch ihren Hochmut zog sie den Zorn der Götter auf sich, welche ihre Kinder töteten. Das Mosaik aus etwa 40 000 Steinen ist aus 40 Teilflächen zusammen gesetzt und hat eine Fläche von fast zehn Quadratmetern.
Elf Bergleute des Grubenunglücks vom 31. Mai 1948, welches sich auf nahe liegenden Zeche Caroline ereignet hat, sind hier bestattet. Es ist die einzige Grabstätte für Grubenunglücke auf dem Friedhof, von insgesamt 13 im Stadtgebiet.
Eine Erweiterung der Fläche um einige Gräberfelder nördlich der Ehrenfelder fand 1949 statt. Die gesamte Fläche wurde bis 1959 bis zu den Schrebergärten erweitert. Dabei wurden auch vorzeitliche Siedlungsspuren entdeckt. Ab Mitte der 1960er wurde der Friedhof nach Osten, in Richtung Havkenscheid erweitert. Es war dann ungefähr die Ausdehnung, die der Friedhof heute, nach Abtrennung des jüdischen Friedhofs, heute hat. In dieser Erweiterung wurden auch ein anonymes Gräberfeld (Felder 76) und ein Aschestreufeld angelegt (Feld 76 a). Da hier nur eine Sitzgruppe ist, und aufgrund der Nichtbelegung umliegender Felder hat man hier keinen Eindruck eines Friedhofs. Im Gegensatz dazu gibt es in dem Bereich viele farbprächtige Gräber von asiatischen Personen. Auch das Grab von Friedrich Gräsel und seiner Ehefrau befindet sich hier, welches in seiner Gestaltung an Gräsels Stahlkunstwerke erinnert (Feld 54).
Über den trennenden Stadtring erfolgte 1971 eine Ausdehnung bis zur Havkenscheider Straße. Dort wurde An der Feldmark in den Jahren 1973/74 im Stil des Brutalismus die Trauerhalle Ost gebaut. Sie wurde benötigt, da das neue Gräberfeld lange Wege bei Beerdigungen nötig machte. Entwurfszeichnungen lieferte Stadtbaumeister Ferdinand Keilmann (1907–1979), der seit 1950 als Architekt und später als Stadtbaumeister im Hochbauamt der Stadt Bochum angestellt war. Keilmann zeichnete in den 1950er-Jahren für wichtige Bauprojekte in Bochum (mit-)verantwortlich. Die Trauerhalle war das letzte größere Projekt Keilmanns in städtischen Diensten. Die farbvollen bleiverglasten Fenster stammen von dem Bochumer Künstler Egon Becker (1910–1989).
Im Ostteil wurde auch Felder zur anonymen Bestattung angelegt (Felder 91 bis 99). Nur eine Gedenkstele ist als Ort der Erinnerung errichtet. Die Felder werden (Stand 2024) nach und nach aufgelassen. Weiterhin genutzt wird das Gräberfeld der Ruhr-Universität Bochum, auf welchen die Körperspenderinnen und Körperspender beerdigt werden, die ihren Körper nach dem Tod der Wissenschaft übergeben (Feld 115). Ebenso ist hier seit 1999 ein Bestattungsbereich für Muslime zu finden (Feld 90). Eine in den Stadtplänen von 1979 bis 1992 eingezeichnete Erweiterung entlang der Havkenscheider Straße wurde nie ausgeführt, und später nicht mehr eingezeichnet.
Die Anlage des alten Teils des Friedhofs, besonders die Trauerhallen, stehe seit 1989 als Denkmal A 058 unter Denkmalschutz. Das Geitel-Mosaik kam 1997 und Walcker-Orgel in der Trauerhalle kam 2007 als Nachtrag zum Denkmal. Bei dem ersten Tag des offenen Denkmals, am 12. September 1993, war der Friedhof Teil des Programms und hatte auch einen kleinen Artikel. Seit März 2014 wird der Friedhof in der Route der Industriekultur, Themenroute Bochum gelistet.

## Aktuelle Entwicklungen
Die Stadtgärtnerei und die städtische Baumschule, die zeitgleich mit dem Hauptfriedhof angelegt wurden, wurden 2003 geschlossen. Zurzeit entsteht dort mit dem Quartier Feldmark ein neues Wohnviertel des Entwicklungsprojekts Ostpark Bochum.
Ein Teil des östlichen Friedhofs (ca. 1,4 Hektar) wurde abgetrennt und als neuer jüdischer Friedhof eingerichtet. Dort entstand auch eine neue jüdische Trauerhalle.
Die vorhandene ehemalige Trauerhalle Ost wurde wegen mangelnder Auslastung in den 2010er geschlossen und 2015 unter Denkmalschutz gestellt. Die Betriebsgebäude sind abgerissen (Stand 2024), die ehemalige Trauerhalle wird ab Mai 2025 für das Fritz-Bauer-Forum unter anderem als Bibliothek dienen.
Auf dem Friedhof stehen verschiedene Bestattungsmöglichkeiten zur Auswahl, sowohl als Grab oder Gruft als auch Urnengräberfelder. So besteht auch die Möglichkeit, Urnen unter Apfelbäumen zu bestatten. Seit 2006 befinden sich im Eingangsbereich ein Kolumbarium für Urnenbestattung. Weitere Kolumbariem sind an vielen Stellen auf dem Friedhof hinzugekommen. Im Jahr 2021 zählte die Stadt Bochum 666 Erd- und 2603 Urnenbestattungen.
Auf weiten Flächen des Friedhofs gibt es nach deren Auflassung keine Gräber mehr oder nur noch sehr wenige. Der Friedhof ist infolgedessen mehr begrünt als in vorherigen Jahrzehnten. Diese Entwicklung trägt zur biologischen Vielfalt auf dem Friedhofsareal bei.

## Grabstätten bekannter Persönlichkeiten und der NS-Opfer

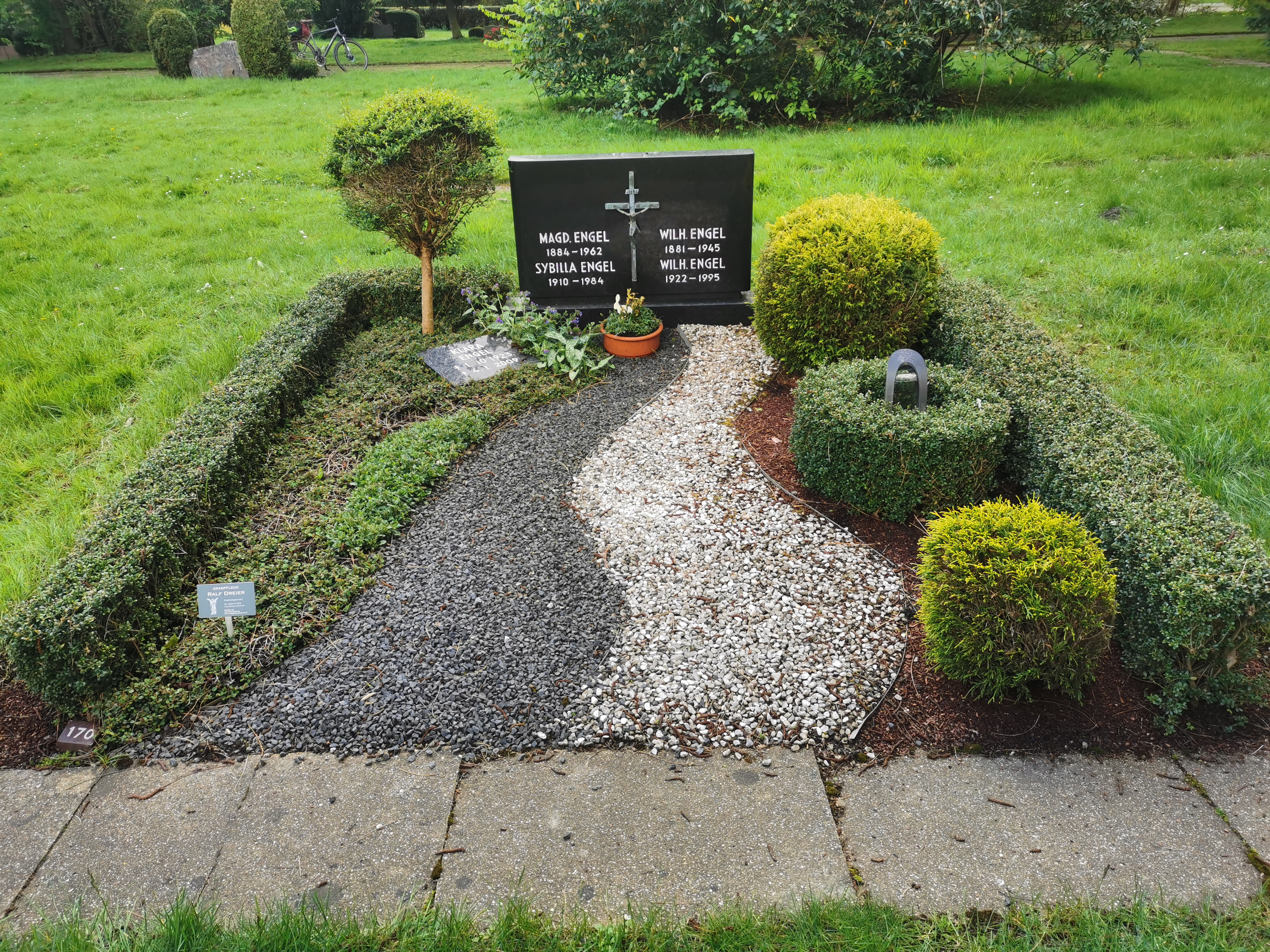
Grabstätte von Wilhelm Engel (1881–1945)

Auf dem Hauptfriedhof befinden sich die Grabstellen zahlreicher bekannter Bochumer Bürger, darunter:
- Romanus Bange, Franziskaner und Priester an der Christ-König-Kirche, † 1941 (Feld 13 B)
- Hermann-Josef Bittern, Propst und Ehrenstadtdechant von Bochum, † 2012[74] (Feld 13 B)
- Ernst Dörffler, General der Luftwaffe, † 1970[75]
- Die Fabrikanten-Familie Eickhoff (Feld 23 E)
- Wilhelm Engel, römisch-katholischer Gewerkschafter, Parteisekretär und Märtyrer, † 1945 (Feld 34, Nr. 170 f)
- Friedrich Gräsel, Bildhauer, † 2013 (Feld 54, Nr. 234 – 235)
- Hein de Groot, Besitzer eines der größten Bochumer Möbelhäuser, † 1964[76]
- Die Familie Hamer, Kamerahändler (Feld 23 E)
- Die Familie Hardeck, Möbelhändler
- Fritz Husemann, Bergarbeiterführer und SPD-Reichstagsabgeordnete, NS-Opfer, † 1935 (Feld EG 5)
- Klaus Kunold, Vorsitzender der VVN-BdA Bochum, † 2011[77]
- Godo Lieberg, deutschbaltischer Klassischer Philologe, unter anderem an der Ruhr-Universität Bochum, † 2016
- Clemens Massenberg, 1946–1954 Baudezernent in Bochum, er prägte maßgeblich den städtischen Neuordnungsplan und den Wiederaufbau der Stadt mit,[78] † 1954 (Feld 25)
- Gerhard Schneider, Theologe und 1968 bis 1988 Professor für Neues Testament an der Ruhr-Universität Bochum, † 2004
- Wilhelm Stumpf, Kulturdezernent Bochums 1904–1940, Schöpfer vieler Kultureinrichtungen der Stadt Bochum, † 1949 (Feld 23 E)
- Olga von Ungern-Sternberg, Ärztin, Psychotherapeutin und psychologischen Astrologin, † 1997[79]

In der Grabstätte für Fritz Husemann sowie anderer Widerstandskämpfer und Opfer der NS-Zeit (Feld EG 5) ruhen neben Fritz Husemann folgende KZ-Häftlinge
- Wilhelm Brinkmann, * 25. Juli 1892; † 6. März 1942, verstorben im KZ Dachau
- Heinrich Brinkmann, † 3. Dezember 1942, verstorben im KZ Dachau
- Franz Cieszynski, * 29. November 1911; † 16. Januar 1942, verstorben im KZ Auschwitz
- Peter Dries, * 25. Januar 1914; † 27. Januar 1940, verstorben im KZ Oranienburg
- Wilhelm Elias, † 26. Juni 1941, verstorben im KZ Dachau
- Josef Heitfeld, * 29. Juli 1893; † 19. Juli 1941, verstorben im KZ Buchenwald
- Erdmann Jabsen, * 24. Mai 1887; † 13. September 1941, verstorben im KZ Buchenwald
- Frank Jedrzak, † 21. Oktober 1941, verstorben im KZ Dachau
- Alexander Karg, * 9. September 1918; † 12. Dezember 1942, verstorben im KZ Oranienburg
- Heinrich Kohlstock, * 7. Juni 1906; † 29. September 1942, verstorben im KZ Dachau
- Otto Lindigkeit, * 8. Oktober 1881; † 31. August 1941, verstorben im KZ Buchenwald
- Friedrich Meise, † 8. Juni 1944, verstorben im KZ Neuengamme
- Karl Poschädel, * 4. November 1885; † 18. August 1941, verstorben im KZ Buchenwald
- Theodor Reinert, † 24. Oktober 1941, verstorben im KZ Buchenwald
- Paul Sablottyn, † 12. November 1942, verstorben im KZ Dachau
- August Schulkowsky, * 5. Juni 1877; † 14. August 1942, verstorben im KZ Dachau
- Friedrich Schulkowsky, * 9. August 1914; † 12. Mai 1942, verstorben im KZ Ravensbrück
- Elisabeth Sievers, geb. Brassel, * 27. Juni 1885; † 1. April 1942, verstorben im KZ Ravensbrück
- Wilhelm Tamer, * 27. August 1892; † 22. September 1942, verstorben im KZ Dachau

In der Gedenkanlage für Bochumer Widerstandskämpfer (Feld EG 6) ruhen
- Friedrich Hömberg, * 1912; † 4. November 1943
- Josef Langner, * 1900; † 13. Dezember 1943
- Bernhard Nast, * 1900; † 22. Dezember 1942
- Moritz Pöppe, * 1887; † 6. November 1944
- Wilhelm Schpenk, *1919; † 2. Mai 1944
- Johann Schmitfranz, * 1898; † 6. November 1944
- Erich Schröder, * 1897; † 8. Februar 1937
- Wilhelm Thiesbürger, * 1915; † 15. Januar 1945